# عبده مزيد
عبده مزيد جبريل (مواليد 1940)، هو موسيقار سعودي، يُعد رائدًا من رواد الموسيقى، كتب نوتات أشهر الأغاني السعودية، وكان قائدًا لفرقة الإذاعة والتلفزيون الموسيقية لمدة 25 عامًا، وقد كتب نوتات أول لحن قدمه محمد شفيق، ليغنيه طلال مداح، كما أنتج الكثير من الألبومات الموسيقية في سوق الكاسيت، وله في مكتبة الإذاعة والتلفزيون نحو 50 عملًا موسيقيًا، وكانت له تجارب مميزة في التلحين، مثل لحنه لأغنية «من العايدين» التي غناها :حيدر فكري وكتبها :صالح جلال، وتُعد من أشهر أغاني الأعياد، وإضافة إلى كتابته نوتات للفنانين السعوديين، فقد كتب لفنانين عرب أمثال "عوض الدوخي"، محمد مرشد ناجي، وأبو بكر سالم.